# Plounévez-Lochrist

Plounévez-Lochrist este o comună în departamentul Finistère, Franța. În 1 ianuarie 2022 avea o populație de 2.285 de locuitori.